# Коков, Фёдор Гаппоевич
Фёдор Гаппо́евич Ко́ков (1900, с. Тулатово, Владикавказский округ, Терская область, Российская империя — 23 июля 1939, ГУЛАГ, СССР) — деятель ВКП(б), 1-й секретарь Северо-Осетинского областного комитета. Входил в состав особой тройки НКВД СССР.

## Биография
Фёдор Гаппоевич Коков родился в 1900 году в селе Тулатово Терской области. В 1918‑1920 годах работал чернорабочим, слесарем Беслановского железнодорожного депо. В мае 1920 года вступил в РКП(б) после чего дальнейшая деятельность была связана с работой в партийных структурах.
- 1920‑1924 годы — сотрудник Тулатовского ревкома.
- 1924—1927 годы — обучение в Коммунистическом университете трудящихся Востока имени И. В. Сталина.
- с 1927 года — заведующий агитационно-пропагандистским отделом Правобережного окружного комитета ВКП(б).
- 1930—1931 годы — ответственный секретарь Правобережного окружного комитета ВКП(б).
- 1933—1934 годы — заведующий Организационным отделом Орджоникидзевского городского комитета ВКП(б).
- январь 1934 — апрель 1936 года — секретарь Орджоникидзевского городского комитета ВКП(б), секретарь комитета ВКП(б) завода «Электроцинк».
- апрель-декабрь 1936 года — 2-й секретарь Областного комитета ВКП(б) Северо-Осетинской автономной области.
- 5.12.1936 — 21.7.1937 года — 2-й секретарь Северо-Осетинского областного комитета ВКП(б).
- 21 июля — 28 ноября 1937 года — 1-й секретарь Северо-Осетинского областного комитета ВКП(б). Этот период отмечен вхождением в состав особой тройки, созданной по приказу НКВД СССР от 30.07.1937 № 00447[1] и активным участием в сталинских репрессиях[2].

## Завершающий этап
Арестован 28 ноября 1937 г. Приговорён к ВМН Военным трибуналом СКВО 23 июля 1939 г.
Обвинялся по статьям 58-1, 58-2 УК РСФСР. Расстрелян в день вынесения приговора. Посмертно реабилитирован.